# Ígor, o Bravo
Ígor Svyatoslavich, o Bravo (antigo eslavo oriental: Игорь Святъславичь, Ígor Svjatŭslavičĭ; em russo:  Игорь Святославич, Ígor Svyatoslavich; em ucraniano:  Ігор Святославич, Ihor Svyatoslavych; em nórdico antigo: Ingvar Sveinaldsson) (Novogárdia Sevéria, 3 ou 10 de abril 1151 - primavera de 1201 ou 29 de dezembro de 1202) foi um príncipe Rus' (um membro da dinastia ruríquida). Seu nome batismal era Jorge (Yury). Ígor era o príncipe de Putívia (1164-1180), de Novogárdia Sevéria (1180-1198) e de Czernicóvia (1198-1201/1202).
Evidências de crônicas revelam que ele teve uma carreira militar bem-sucedida; ele liderou muitas campanhas contra os cumanos, dentre os quais as crônicas relatam apenas uma derrota. Mas foi sua derrota no rio Caiala (cuja localização exata nunca foi definitivamente estabelecida) que se tornou imortalizada através de sua interpretação literária no "Conto da Campanha de Ígor", o épico mais famoso da história russa.